# Shir Ali Oglan
Sher Ali Oglan là con của Hãn Muhammad (Hãn của Đông Sát Hợp Đài Hãn Quốc). Theo Mughal sử của Mirza Muhammad Haidar Dughlat thì ông là một hoàng tử giàu có. Ông chưa bao giờ là Hãn của Đông Sát Hợp Đài Hãn Quốc nhưng con của ông, Hãn Uwais là Hãn của Đông Sát Hợp Đài Hãn Quốc.

## Phả hệ của Hãn quốc Sát Hợp Đài
Trong Babur Nama được viết bởi Babur, Trang 19, Chương 1; mô tả phả hệ của Hãn Yunus:
| 1. Chingiz Khan 2. Chaghatai Khan 3. Mutukan 4. Yesü Nto'a 5. Ghiyas-ud-din Baraq 6. Duwa 7. Esen Buqa I | 1. Tughlugh Timur 2. Khizr Khoja 3. Muhammad Khan (Khan of Moghlustan) 4. Shir Ali Oglan 5. Uwais Khan(Vaise Khan) 6. Yunus Khan 7. Ahmad Alaq | 1. Sultan Said Khan 2. Abdurashid Khan 3. Abdul Karim Khan (Yarkand) |